# Amtsgericht Karlsruhe-Durlach

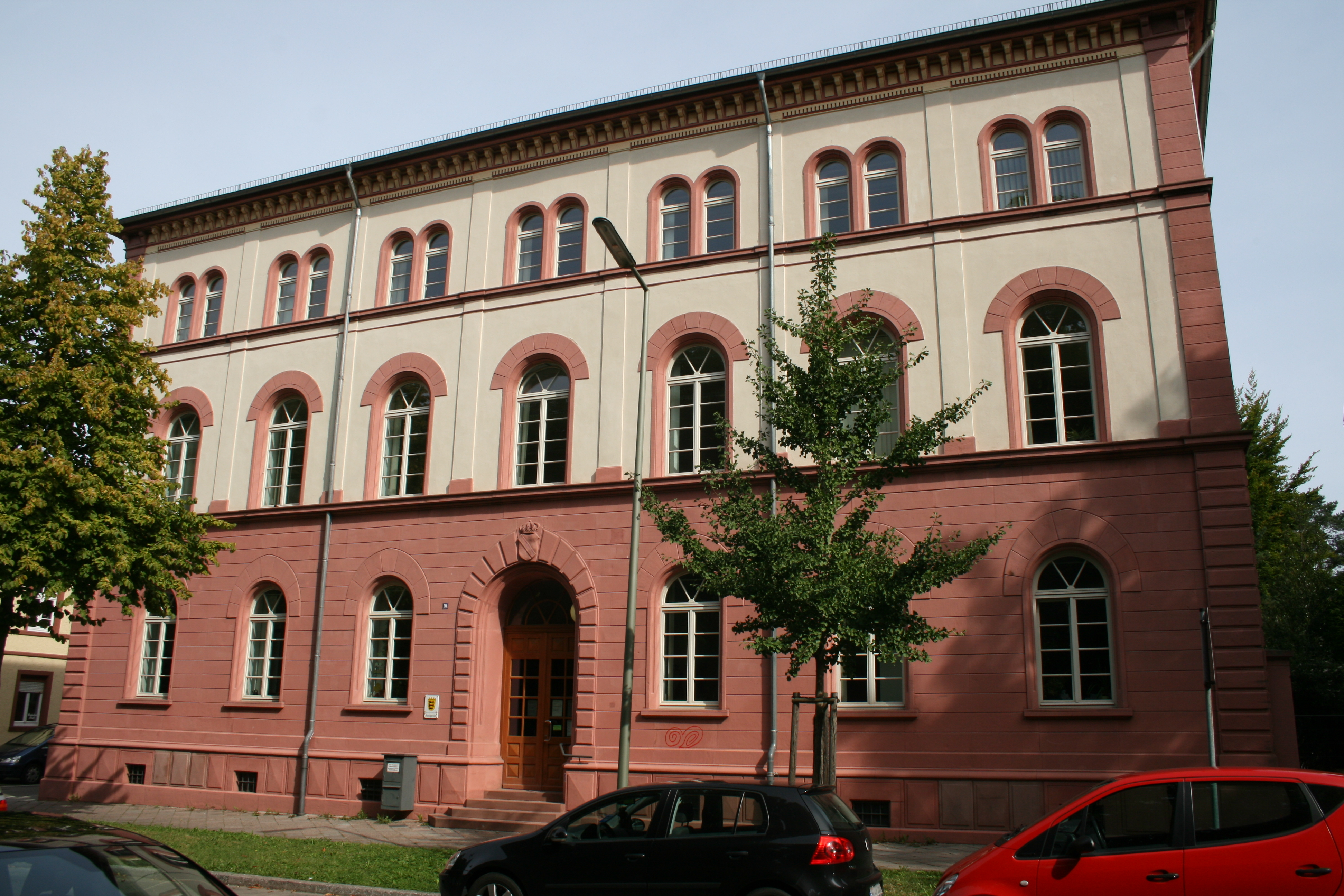
Gebäude des Amtsgerichts Karlsruhe-Durlach

Das Amtsgericht Karlsruhe-Durlach ist ein Gericht der ordentlichen Gerichtsbarkeit in Baden-Württemberg und eines von acht Amtsgerichten im Bezirk des Landgerichtes Karlsruhe.

## Sitz
Das Amtsgerichtsgebäude in der Karlsburg-Straße 10 wurde 1875 errichtet und ist heute ein geschütztes Kulturdenkmal. Der dreigeschossige Massivbau mit Kranzgesims, Rundbogenfenstern und einem Erdgeschoss mit Bossenwerk entstand nach Plänen der großherzoglichen Bauinspektion aus dem Jahr 1868.

## Gerichtsbezirk
Die Eigenständigkeit des Amtsgerichts neben dem Amtsgericht Karlsruhe ist darauf zurückzuführen, dass Durlach bis 1938 eine eigenständige Stadt war. Bei der Eingemeindung wurde das Amtsgericht Durlach unter dem Namen „Amtsgericht Karlsruhe-Durlach“ ebenso wie das Finanzamt beibehalten.
Der Gerichtsbezirk umfasst neben den Karlsruher Stadtteilen Durlach, Grötzingen, Grünwettersbach, Hohenwettersbach, Palmbach, Stupferich und Wolfartsweier auch die Gemeinden Pfinztal, Walzbachtal und Weingarten.